# Resident Evil (spil)
 For alternative betydninger, se Resident Evil. (Se også artikler, som begynder med Resident Evil)
Resident Evil, kendt i Japan som Biohazard (バイオハザード Baiohazādo), er et survival horror-spil skabt af spilfirmaet Capcom og samtidig den første udgivelse i Resident Evil-serien. Det blev originalt udgivet i 1996 til Sony PlayStation og blev senere porteret til Sega Saturn og pc. En Directors Cut-udgave blev også udgivet.
I 2002 blev der udgivet en ny genskabt udgave af spillet til Nintendo GameCube med ny grafik, stemmer og en række gameplayændringer. En Nintendo DS-port af originalen blev udgivet i 2006.
Det var det første spil, der blev kendt som "survival horror", en titel lavet af Capcom som reklame for spillet. Inspirationen til Resident Evil blev taget fra det tidligere udgivet Capcomspil Sweet Home. Shinji Mikami blev sat til at lave et gyserspil, der fandt sted i et hjemsøgt hus ligesom i Sweet Home. 

## Introduktion
I den fiktive amerikanske by Raccoon City er der sket en række bizarre mord af kannibalistisk natur. En gruppe på omkring 10 personer er set vandre omkring og angribe huse ude i midten af Arklay skoven, som omgiver Raccoon City. Raccoon Citys S.T.A.R.S hold (Special Tactics and Rescue Squad) bliver sat på sagen, og det tager ikke lang tid, før man finder et muligt tilholdssted for kannibalgruppen. 
S.T.A.R.S Bravo-holdet bliver sendt af sted, men man mister al radiokontakt med dem, hvorefter S.T.A.R.S Alpha-holdet sendes ud for at lede efter Bravo-holdet. Alpha-holdet finder Bravos helikopter nedstyrtet og totalsmadret, men der er ingen spor efter medlemmerne. Kort efter fundet bliver Alpha-holdet overfaldet af en gruppe meget bidske og aggressive dobermanner, hvorpå de mister et af deres medlemmer. Da muligheden opstår, søger Alpha-holdet tilflugt i en kæmpe villa i nærheden.

## Figurer
Resident Evil giver spilleren valget mellem to figurer: Jill Valentine og Chris Redfield, begge to med hver deres styrker og svagheder samt støttefigurer, og et unikt scenarie til hver.
- Jill Valentine

Den kvindelige hovedperson. Jills scenarie anses for at være det lette af de to. Hun kan bære otte ting og har en dirk. Jills støttefigur er Barry Burton, som hovedsageligt vil yde offensiv assistance til spilleren. Selvom hun kan bære flere ting, er hun fysisk svagere og langsommere end Chris.
- Chris Redfield

Den mandlige hovedperson. Han er mere udholdende end Jill, hvilket gør ham i stand til at tage mere skade. Han kan dog kun bære seks ting og starter med en kniv. Han har brug for "små nøgler" til at åbne visse låse, hvorimod Jill kan bruge sin dirk. Chris' støttefigur er Rebecca Chambers, som man på visse tidspunkter i spillet tager kontrol over for at yde passiv hjælp til Chris - hun skal på et tidspunkt spille klaver for én, hvor Jill kan gøre det selv.

## Bifigurer
- Barry Burton

I Chris' scenarie dukker Barry kun op i åbningsscenen og forsvinder i starten, hvor Wesker formoder, at han er død. I Jills scenarie hjælper Barry hende igennem spillet. Barry dukker som regel op, når Jill har brug for akut assistance. I den oprindelige version, afhængig af spillerens valg og handlinger (såsom at vente på ham med at skifte et ødelagt reb eller se Enrico dø med ham) vil Barry enten være i live til at hjælpe Jill i slutningen af spillet, eller også bliver han slået ihjel af et af monstrene.
Barry er et familiemenneske, men har problemer på familiefronten, hvorfor han nogle gange virker stresset igennem Jills scenarie.
Barry siger også spillets mest kendte sætninger: "It might come in handy if you, the master of unlocking, take it with you." og da Jill næsten bliver mast af et faldende loft, hvor Barry hjælper hende med at flygte, kommenterer: "That was too close. You were almost a Jill sandwich!"
- Rebecca Chambers

Unik til Chris's scenarie.
Chris møder Rebecca, enten imens hun tilser en såret Richard fra Bravo-holdet, eller da Chris første gang træder ind i villaens medicinrum. Rebecca støder på Chris flere gange igennem scenariet, hvor Chris har brug for hendes ekspertise med for eksempel blanding af kemikalier eller afspilning af et piano. I visse instanser kan hun hele Chris. Hun kan også blive en spilbar figur i en lille sektion af Chris' scenarie, hvis spilleren gør visse ting i en specifik rækkefølge.
- Albert Wesker

Er lederen af S.T.A.R.S Alpha holdet og dukker op i både Jills og Chris' scenarie. Wesker forsvinder i starten af spillet, men spilleren støder på ham i midten af spillet, hvor han lige har slået kæmpe bier ihjel. Wesker er kold og rolig, selv under den ekstreme situation i villaen og han har altid solbriller på.
Wesker er respekteret og anses af de andre S.T.A.R.S medlemmer som stille og professionel og den fødte leder til S.T.A.R.S.
Senere hen finder man ud af at Wesker arbejdede for Umbrella og, at han prøvede at lokke sine kammerater ind i villaen, så Umbrella kunne bruge dem som kampdata til deres B.O.W (Bio Organic Weaponry).
De andre S.T.A.R.S medlemmer laver små kameo-optrædener og dør ret hurtigt derefter, eller også er de allerede døde på en meget grusom vis.

## Gameplay
Man navigerede sin figur igennem pre-rendrede 3-D baggrunde, hvilket betød at statiske kamera indstillinger blev brugt, så spilleren fik illusionen af at man navigerede igennem et 3-D miljø.
Undervejs blev man overfaldet af diverse udøde skabninger så som zombier, zombie hunde, og kæmpe slanger- og edderkopper. Spilleren samlede forskellige objekter op som lå spredt rundt omkring i huset. Disse ting var alt lige fra ammunition, helbredende planter og nøgler til plot specifikke ting, såsom emblemer, bøger etc.
Hvis man lod fjenden komme for tæt på en blev man bidt, og efter x antal bid døde ens figur. For at undgå dette blev man nødt til enten at undgå fjenden, eller skyde dem med en række våben som man fik til rådighed: Håndpistol, haglgevær, granat kaster, magnum og flammekaster. Ammunitionen var sparsom, hvilket tvang spilleren til at tænke sig om, før man spildte skud på en fjende, som man ligeså godt kunne løbe udenom.
Igennem spillet mødte man forskellige boss-monstre, hvilke ofte krævede mere end bare ildkraft for at nedlægge. For eksempel er der en plante, hvor man er nødt til at brygge en gift og komme den i roden før man er i stand til at slå planten ihjel.
Som ofte var ens figur alene om at undersøge villaen, men af og til fik man følgeskab af en anden overlevende; Barry i Jills scenarie, og Rebecca i Chris' scenarie.
Der var en markant forskel på de 2 hovedpersoner. Jill fik en låsedirk til og var i stand til at åbne visse låse uden at bruge en nøgle, samt fik en granatkaster. Jill havde også en pistol på sig til at starte med, og kunne desuden bære op til 8 genstande.
Chris havde kun en kniv på sig da spillet startede, og havde brug for "small keys" for at åbne de låse, som Jill skulle bruge sin dirk til. Chris kunne også kun bære 6 genstande. Til gengæld fik Chris en flammekaster og kunne løbe hurtigere end Jill, samt tage mere skade. I "Directors Cut"-versionen af spillet kunne Chris også lave hoved-skud med pistolen, hvilket slog en zombie ihjel med potentielt kun 1 skud.

## Modtagelse
Resident Evil blev en kæmpe succes, og har har solgt 2,750,000 enheder. Til dato har Resident Evil fået 7 nummerere efterfølgere, samt en række spil som foregår i samme univers.